# Міхаела Чірась
Міхаела Кірас (рум. Mihaela Chiras; 18 листопада 1984, м. Петрошань, Румунія) — румунська саночниця, яка виступає в санному спорті на професіональному рівні з 2005 року. 2010 року дебютувала в національній команді як учасник зимових Олімпійських ігор, однак у другому заїзді зазнала травми й припинила участь у змаганнях. Має скромні результати на світових форумах саночників, не піднімалася вище 20 місця.